# توم ميتشيل (لاعب كرة قدم أسترالية)
توم ميتشيل (بالإنجليزية: Tom Mitchell)‏ هو لاعب كرة قدم أسترالية أسترالي، ولد في 31 مايو 1993.

## وصلات خارجية
- توم ميتشيل على موقع AustralianFootball.com (الإنجليزية)
- توم ميتشيل على موقع AFLtables.com (الإنجليزية)